# 久保マシン
久保マシン（くぼマシン）は、日本の二人組み漫画家ユニットのペンネーム。

## メンバー

### くぽりん
- 東京都品川区出身。男性。
- 現在東京都在住。B型。やぎ座。
- 個人でのペンネームは「くぼやすひと」。
- 共同ペンネームは「くぽりん」であり、「くぼりん」ではない。
- 高校を卒業後、デザイン専門学校へ進む。在学中にデザイン事務所でアルバイトを開始し、広告デザインを勉強。その間に描いた漫画原稿を講談社へ持ち込み、「週刊少年マガジン増刊」でプロとして漫画家デビューする。その作品が人気となり、デビュー後すぐに「週刊少年マガジン」本誌で連載を持つことになる。このとき、漫画家活動に専念する為、デザイン学校は中退する。ストーリーギャグ漫画作品を中心に、あらゆる雑誌で仕事をする。また、マンガ作品以外にも、イラストやデザイン、構成でも幅広く仕事をこなしている。
- 自身の叔父（母の弟）が、元プロレスラーの上田馬之助であることを明らかにしている[1]。
- 学研「4年の学習」の読者コーナーであった「ピコピコシティ」を担当していた。

### くぼちー
- 福岡県出身。名古屋育ち。女性。
- 現在東京在住。A型。いて座。
- デビュー当時は、「ほし きら」で活動していた。
- 少女マンガ家を目指し、集英社「りぼん」新人マンガ賞の努力賞入選など幾つかの受賞を経験するが、デビューまでには至らず夢半ばで断念。高校卒業後はOLとして働くものの、プロになる夢を諦めきれず、初めて描いた4コマ作品を講談社「別冊フレンド」新人まんがオーディションに応募。それが佳作入選となりプロデビューを果たす。デビュー後に上京。4コマギャグというジャンルで、少年少女雑誌、青年誌、新聞、情報雑誌、ゲーム雑誌、学年誌など、あらゆる方面の雑誌から連載依頼を受ける。その後は体調不良を起こし仕事を自ら減らし、漫画雑誌は2年前完全に休止状態に入る。その後はイラストの仕事をこなしながら体調を改善。

## 出版

### くぽりん
講談社
- 電気の世界
- マイコン教室

学習研究社
- ひみつシリーズ　「ことわざ慣用句のひみつ」
- ぼくの保健体育
- IQクイズバトル
- 読み物CDブック

竹書房
- MONOMONO探検隊

光文社
- サウルスくん

トヨタ
- 車まるわかりブック

### くぼちー
竹書房
- やってくれンじゃん花子ちゃん

光文社
- ハムスターがいちばん

## 連載
週刊女性
- 偽善子が行く
- 漂流夫人

など多数。

## 脚註
1. ↑  今日、叔父さん 上田馬之助が亡くなった くぽりんブログ 2011年12月21日付